# Claude Berge
Claude Berge   (8è districte de París, 5 de juny de 1926 - 10è districte de París, 30 de juny de 2002) va ser un matemàtic francès, aficionat a l'art i la literatura.

## Vida i obra
Berge va néixer en una família de polítics i intel·lectuals, entre els quals hi havia un president de la República Francesa, el seu besavi Félix Faure. Va ser escolaritzat en una escola moderna, amb principis pedagògics avançats, l'École des Roches a Verneuil-sur-Avre, on es va interessar tan per l'art i la literatura com per les matemàtiques i la ciència. Finalment va estudiar matemàtiques a la universitat de París, en la qual va obtenir el doctorat el 1953, sota la direcció d'André Lichnerowicz. Des de 1952 va ser investigador al CNRS i el curs 1956-1957 va ser professor de la universitat de Princeton. A partir del seu retorn a França el 1957, va ser professor de la universitat de París, tot i seguir mantenint els vincles amb el CNRS. Els anys 1965-1967 va ser director del Centre Internacional de Computació de Nacions Unides a Roma. Va morir a París l'any 2002.
El 1960 va ser un dels membres fundadors de OuLiPo, entitat amb la qual va publicar algunes novel·les avantguardistes, entre les quals destaca Qui a tué le duc de Densmore? (1994), en la qual es resol un assassinat utilitzant un graf. També va ser durant tota la seva vida un escultor aficionat, col·leccionista d'escultura polinèsia i autor del llibre Sculptures multipètres (1964).
Berge és considerat un dels pares de la teoria de grafs. Va publicar una dotzena de llibres sobre aquesta teoria, alguns de ells força influents. També va produir resultats notables en camps relacionats amb la teoria de grafs, com la combinatòria, la topologia o l'anàlisi operativa.